# Sant Sebastià (Museu del Prado)
Aquesta versió del Martiri de Sant Sebastià, al Museu del Prado, és una obra d'El Greco, la darrera de les tres versions que aquest pintor va realitzar sobre aquest tema. S'exhibeix en el Museu del Prado en dos fragments, perquè va ser retallada en una data i unes circumstàncies desconegudes. La incorporació al Museu va tenir lloc en dues fases: l'any 1959, per donació de la comtessa de Mora i Aragón, va ingressar la part superior. La part inferior -amb les cames del sant i una magnífica vista de Toledo- va ser adquirida pel Museu l'any 1987. La part superior consta amb el número 281 en el catàleg raonat, obra de Harold Wethey. La part inferior no era coneguda per Wethey quan va realitzar l'esmentat catàleg.

## Anàlisi
Oli sobre llenç; Museu del Prado, Madrid

### Mesures part superior
115 x 85 cm; retallat a la dreta, a l'esquerra i segurament també a la part superior.

### Mesures part inferior
86,5 x 111,5 cm.
Aquesta obra reconstruïda mostra Sebastià dempeus i nu, cobert només per un perizoni. Apareix de front, l'esguard girat vers el Cel, els braços lligats a un tronc sec. Té tres sagetes clavades a la part esquerra del tronc (dues a l'alçada del pit i una a l'abdomen); tres en el braç dret, el maluc i la cuixa, la setena s'insereix a l'engonal esquerre. Una vuitena fletxa s'ha clavat a l'arbre. El Greco el representa com un noi gairebé adolescent, imberbe i de pell blanca. Està situat en un petit promontori pedregós que destaca la seva figura. Sebastià té un aspecte heroic, triomfant, tot i haver estat assagetat pels arquers, amb la qual cosa esdevé una mena d'Apol·lo cristianitzat.
Aquest llenç reconstruït segueix en principi l'estructura de Sant Sebastià (Bucarest) però l'estructura és diferent, perquè els contrastos tonals són més intensos, i el modelatge més abrupte. El cap de Sant Sebastià és una de les mostres més atrevides i més belles de la distorsió facial que imprimeix caràcter a les imatges creades pel mestre cretenc en els darrers anys de la seva vida. Com a paisatge, sota un fons de núvols densos i matisats d'estranys reflexos, sorgeix una visió espectral de Toledo, amb elements realistes com la sínia a la part inferior dreta. Les llums i les ombres estan distribuïdes d'una forma molt hàbil, de manera que El Greco assoleix un ambient naturalista i màgic ensems.
La qualitat general de la pintura és bona, però el carácter superficial dels tocs de pintura i alguns empastaments toscos en el cos, indiquen una certa participació de l'obrador.

## Procedència

### Part superior
- col·lecció del segon marquès de Vega Inclán, Benigno de la Vega Inclán y Flaquer
- col·lecció del marquès de Casa Torres, 1902
- donació de Blanca de Aragón, comtessa de Mora, marquesa de Casa-Riera al Museu del Prado, 1959

### Part inferior
- col·lecció de Millán Delgado, 1962
- comprat per Adolfo de Arenaza, 1972
- comprat per José Osinalde Peñagaricano
- adquirit pel Museo del Prado en 1987.[4]